# Phrynobatrachus manengoubensis
Phrynobatrachus manengoubensis é uma espécie de anura da família Petropedetidae.
É endémica de Camarões.
Os seus habitats naturais são: campos rupestres subtropicais ou tropicais e lagos de água doce.